# Up-to-Date Servants
Up-to-Date Servants è un cortometraggio muto del 1910. Il nome del regista non viene riportato nei credit.

## Produzione
Il film fu prodotto dalla Essanay Film Manufacturing Company.

## Distribuzione
Distribuito dalla Essanay, il film - un cortometraggio di 252 metri - uscì nelle sale cinematografiche USA il 10 agosto 1910. Nelle proiezioni, veniva programmato con il sistema dello split reel, accorpato in un'unica bobina con un altro cortometraggio prodotto dall'Essanay, il documentario Feeding Seals at Catalina Isle.